# تشين إير شي
الإمبراطور الثاني تشين (210 ق م-207 ق م) و (بالإنجليزية:Second Emperor of Qin) كان الإمبراطور الثاني لأسرة تشين الصينية وخلف لوالده الإمبراطور تشين شي هوانج

## الحياة الشخصية
ينغ هوهاي كان الاسم الشخصي للإمبراطور الثاني، فقد قبل العديد من المؤرخين أمثال سيما كيان به كعضو في عشيرة ينغ قبل حروب تشين للتوحيد، كان الابن الثامن عشر لدى تشين شي هوانج وكان الأصغر والمفضل لدى الإمبراطور الأول، بالرغم من تنصيب فوسو كولي للعهد فقد تم نفي فوسو برفقة الجنرال مينغ تيان للإشراف على بناء سور الصين العظيم، ليس من الواضح من تكون والدته البعض قال أنها السيدة هو، تدرب
هوهاي على يد الوزير زهاو
قاو ليتعلم القانون بموجب
مرسوم من الإمبراطور الأول تشين شي هوانج.

## صعوده للعرش: مؤامرة الإمبراطور الثاني
توفي الإمبراطور الأول في سنة 10 ديسمبر210ق.م، خلال إحدى جولاته في شرق البلاد، تم حجب إعلان وفاة الإمبراطور الأول من قبل الوزير لي سي، لكن الابن هوهاي والوزير زهاو قاو كانوا على دراية بوفاة الإمبراطور، وبعد العودة إلى العاصمة
كان من المفترض تنصيب
فوسو كإمبراطور، ولكن بدلا من ذلك تأمر الابن الأصغر هوهاي مع رئيس الوزراء
لي سي وزهاو قاو من أجل الإطاحة بفوسو بسبب
أن لي سي وزهاو قاو كانا
يخافان من الجنرال مينغ تيان لإنه كان المفضل لدى فوسو وبالتالي فقدان السلطة، قام لي سي وزهاو قاو بتزوير أمر من الملك يأمر فيه فوسو والجنرال بالانتحار، نجحت خطة لي سي وزهاو قاو وتم الإعلان عن تنصيب ينغ هوهاي كإمبراطور حافظ الإمبراطور الجديد على ميراث والده الذي تصور إمبراطورية تحكم بواسطة عشرات الالاف من الأباطرة، الذين يجب أن يقلدوا نمط الاسم
الذي إتخذه الإمبراطور الأول وبالتالي فقد أمر ينغ هوهاي أن ينادى باسم تشين إير شي «الإمبراطور الثاني».

## عهده كإمبراطور ثاني
في السنة الأولى من حكمه في سنة 210ق.م، أعلن نفسه تشين إير شي حرفيا
```
الإمبراطور الثاني، لكنه عمل كإمبراطور دمية لدى معلمه زهاو قاو وقام بتنصيبه رئيسا للوزراء 
أسرة تشين
، كان عهد الإمبراطور الثاني قاسيا جدا وجلب المعاناة للناس، وبدأت الإمبراطورية في عهده في الزوال. وبعد الكثير من التفتيشات
إقترح زهاو قاو معاقبة المجرمين لإسكات أولئك الذين كانوا غير موافقين على تصرفات الإمبراطور، قتل الإمبراطور الثاني أكثر من ستة أمراء إمبراطوريين وذهب لمعاقبة الناس الذين كانوا قد إرتكبوا جرائم صغيرة، حتى إن الإمبراطور قام بسجن شقيقه الأمير جيانغلو الذي صاح في وجه الإمبراطور بإنه بريء، لكن الإمبراطور أرسل رسول إلى السجن ليقرأ عليه مرسوم الإعدام، وقام بإعدامه وقتل ثلاثة من إخوته. قال زهاو قاو، أن الإمبراطور الثاني كان لايزال شابا وبإعتباره 
السماء
 ينبغي عدم رؤيته أو سماع صوته، في القصر كان نادرا مايرى الوزراء الإمبراطور في المحكمة وتشاور الإمبراطور مع زهاو قاو بخصوص البلاط وبقى مقيما في القصور الداخلية.
```

## الثورات
زاد عدد قطاع الطرق واللصوص مع ازدياد فساد الإمبراطور الثاني، قام القادة المتمردين أمثال تشن شنغ ووو غوانغ بالطعن في شرعية تشين إير شي، من خلال القول بإن فوسو كان يجب أن يكون الإمبراطور بدلا من هوهاي.
كانت أولى الثورات انتفاضة دازي زيانغ في عام 210ق.م، التي شنها تشن شنغ وووقوانغ وإدعوا أنهم يعيدون ولاية تشو إلى عظمتها السابقة بعد فشل أسرة تشين.
عموما لم يتمكن الإمبراطور الثاني من التصدي للمتمردين على مستوى البلاد، لم يكن الإمبراطور الثاني قادرا مثل أبيه، العديد من الثورات إندلعت، ضده، فكل مابناه الإمبراطور الأول وتعب في إنشائه سرعان ما إنهار وعندما حاول بعض الوزراء المخلصين إجراء إصلاحات ومطالبة الإمبراطور بالكف عن الظلم كان سرعان مايتم فصلهم أو إعدامهم، كان الوزراء خائفين من ذلك، لذلك مارسوا عادة الكذب على الإمبراطور بإبلاغه أن العصابات واللصوص كان يتم اعتقالهم وكان الإمبراطور سعيدا.

## انتفاضة داشي شيانغ

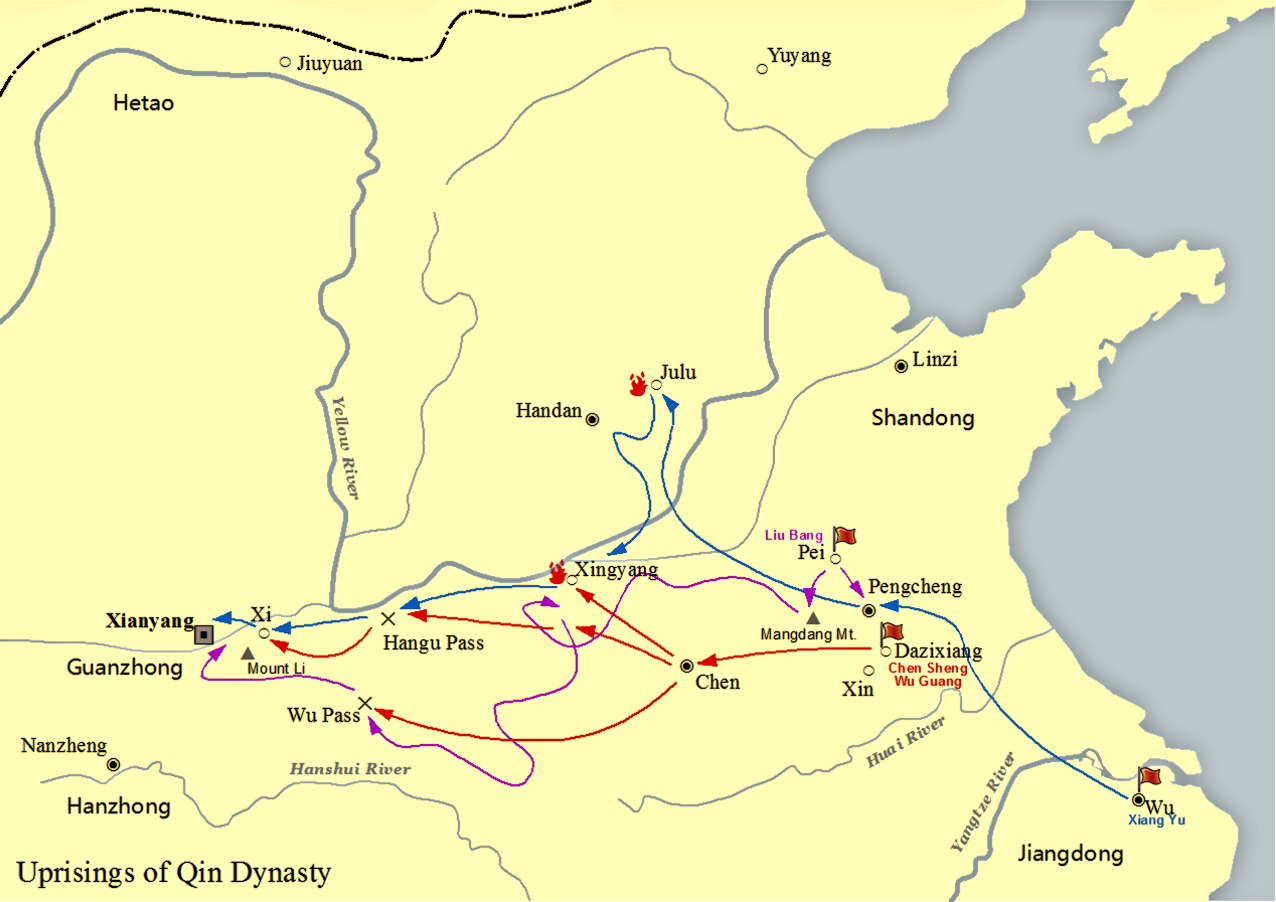
الإنتفاضات ضد تشين بمن فيها إنتفاضة داشي شيانغ

أمر الإمبراطور الثاني الجنرالان وو غوانغ وتشن شنغ بالإتجاه للدفاع عن يويانغ، وبسبب فشلهما كان الجنرالين خائفين من الإعدام لذلك أعلن تشن شنغ نفسه ملكا لولاية تشو، تم سحق الانتفاضة من قبل قوات أسرة تشين في سنة 209ق.م لكنها كانت الشرارة لإعلان شيانغ يو وليو بانغ التمرد ضد أسرة تشين

## موت الوزراء والجنرالات
واصل قطاع الطرق والحراس المنشقين عن تشين في الازدياد، وقد تقدم لي سي وفنغ كواي وفنغ جي ليشتكوا من أن جيش تشين لم يعد يستطع أن يقمع التمرد، وإقترحوا أن يعلق البناء في قصر إيبانغ وتخفيض الضرائب الثقيلة، تم التحقيق مع هؤلاء الثلاثة من قبل الوزير زهاو قاو ليعرف إن كانوا قد أذنبوا في قضايا أخرى، إنتحر فنغ كواي وفنغ جي لتجنب العار أما لي سي فقد تم سجنه وتعذيبه حتى إنتحر في السجن.
تم إعدام الجنرال وانغ يي وإثنا عشر أمير في سوق العاصمة وقد أعدمت الأميرة دو وقطع جسدها.

## اختبار الحصان والغزلان
في 27 سبتمبر207 ق.م قام زهاو قاو باختبار سلطته ضد الإمبراطور الثاني. قدم الغزلان إلى الإمبراطور وقال بإنها أحصنة.
ضحك الإمبراطور وقال: هل ربما كان المستشار مخطئا وإعتقد بإن الغزلان أحصنة.
ثم سئل الإمبراطور من حوله وبقى البعض صامتين والبعض قال بإنها أحصنة، قام زهاو قاو بإعدام كل شخص ظل صامتا.

## معركة جولو

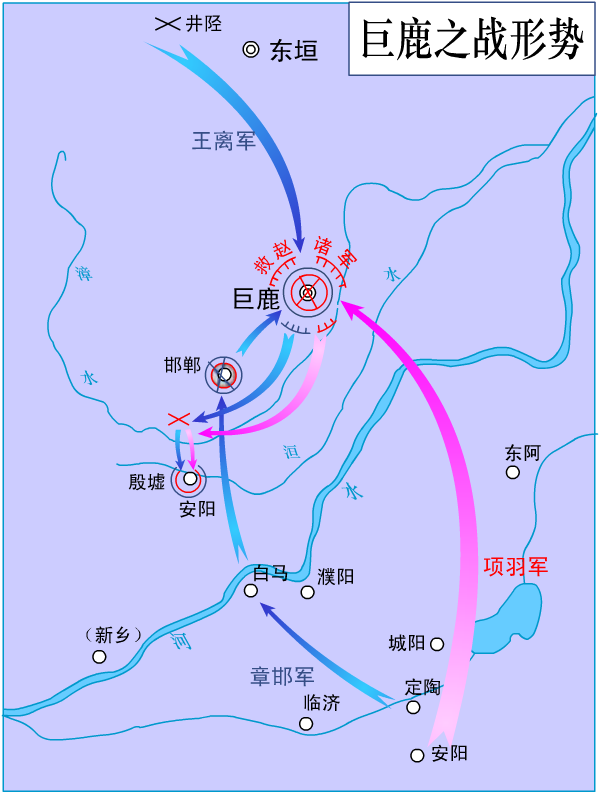

بعد ازدياد فساد الإمبراطور الثاني، عاد أحفاد ملوك الدول الستة الكبرى للمطالبة باستعادة عروشهم السابقة، وقام شيانغ يو بتنصيب حفيد ملك تشو السابق ملكا على البلاد بعد احتشاد قوات التمرد وانفصال البلاد مجددا وتقلص نفوذ أسرة تشين إلى أراضيها قبل حروب تشين للتوحيد، أرسل الإمبراطور الثاني الجنرال تشانغ هان ونائبه سيما شين لاحتلال دولة تشاو التي تمردت، كان الجنرال تشانغ هان يحقق العديد من الانتصارات ضد التمرد وحاصر عاصمتهم هاندان وعندما أرسل نائبه سيما شين لطلب إرسال التعزيزات من العاصمة، ظن زهاو قاو أن تشانغ هان يتأمر ضدهم فأقنع الإمبراطور الثاني بإن تشانغ هان قد خانهم وعندما عاد سيما شين أرسل زهاو قاو جنودا لقتل سيما شين وعندما عاد سيما شين لتشانغ هان وأخبره بالأمر قرر تشانغ هان الإستسلام لشيانغ يو قائد جيش التمرد، قبل شيانغ يو إستسلام تشانغ هان وسيما شين ودونغ يي قادة تشين الثلاثة (سيتم تنصيب الثلاثة كملوك لاحقا) لم يقبل شيانغ يو بجنود تشين فقام بدفن 200.000جندي منهم وهم أحياء.

## إنهيارأسرة تشين
على الرغم من أن تشين كان قادرا على قمع معظم التمردات، إلا أنه أصيب بالضعف نتيجة لنقص القوى العاملة شكل السبب الأكبر في نهاية أسرة تشين.
في النهاية خسرت أسرة تشين معركة جولو ضد قوات التمرد وإستسلم الجنرال تشانغ هان إلى شيانغ يو وتم دفن 200000جندي أحياء بسبب خوف شيانغ يو من التمرد ضده.
في المجمل خسر تشين أكثر من 300.000 رجل بسبب سوء نوايا زهاو قاو، وبالرغم من هذه الهزائم الكبيرة لم يأخذ الإمبراطور الثاني الأمر على محمل الجد فقد أوهمه زهاو قاو بإنهم يمتلكون أكثر من مليون جندي وأن تشانغ هان يقوم بقمع التمرد، بعد الخسارة في معركة جولو إعترف زهاو قاو بإنهم لم يعودوا يستطيعون إرسال الجيوش وإعتقد أن الإمبراطور سيلومه فقط، في صدمة شديدة أمر الإمبراطور الثاني بقتل زهاو قاو، لكن زهاو قاو حاصره مع خادمه وأجبره على الانتحار، عندما سئل الإمبراطور الخادم عن سبب إخفاء الناس الحقيقة عنه غضب الخادم وقال: لقد أمر جلالتك بإعدام كل من يخبرك الحقيقة، إنتحر الإمبراطور في سنة 207ق.م

## دفن الإمبراطور وتنصيب الإمبراطور الثالث

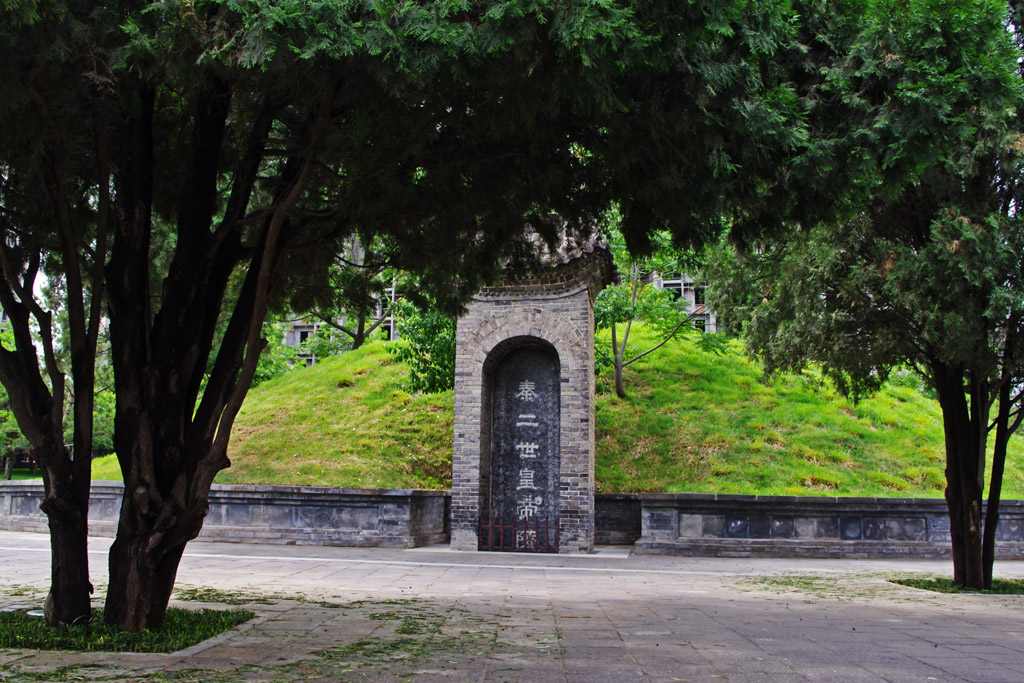
قبر الإمبراطور تشين إير شي في شيان

بعد انتحار الإمبراطور الثاني، قام زهاو قاو بتنصيب ابن فوسو «زيينغ» ملكا على تشين بدلا من إمبراطور بسبب أن تشين لم تعد تسيطر على البلاد، لكن زيينغ قام بقتل زهاو قاو وأعلن نفسه إمبراطور ولقب نفسه بالإمبراطور تشين سان شي أي الإمبراطور الثالث من تشين، حرم الإمبراطور الثاني من الدفن في ضريح الإمبراطور الأول كين بل دفن في شيان بالقرب من معبد وايلد غوس.

## الممالك الثمانية عشر

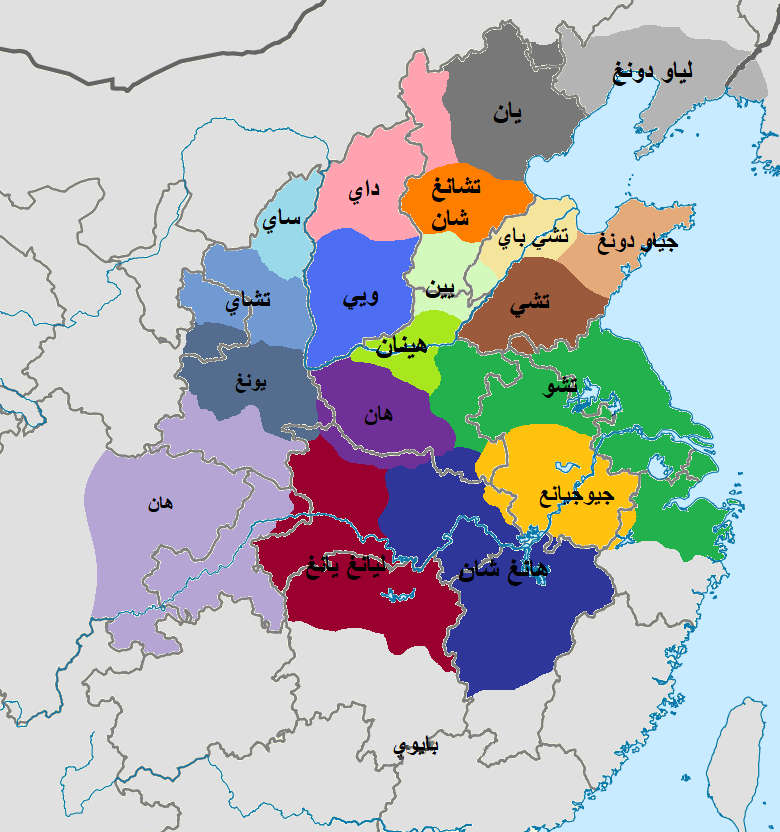

بعد وفاة الإمبراطور الثاني، إنهارت أسرة تشين تماما، وقام شيانغ يو بتنصيب الملك هواي الثاني من تشو إمبراطورا على البلاد، وبعد أن دخل شيانغ يو عاصمة تشين قتل الإمبراطور زيينغ وكل أفراد الأسرة الحاكمة كما أمر بإحراق قصر إيبانغ وقصور الإمبراطور الأول، وقام بتقسيم إمبراطورية تشين الساقطة إلى الممالك الثمانية عشر
| سبقه تشين شي هوانج | الإمبراطور تشين إير شي 210ق.م-207ق.م | تبعه زيينغ |